# Зак Рендолф
Закарі Маккінлі Рендолф (англ. Zachary McKenley Randolph, нар. 16 липня 1981, Меріон, Індіана, США) — американський професіональний баскетболіст, важкий форвард, останньою командою якого була «Сакраменто Кінґс» НБА.

## Ігрова кар'єра

### Ранні роки
Починав грати в баскетбол у команді Меріонської старшої школи (Меріон, Індіана). Будучи у випускному класі, здобув з командою чемпіонство штату.
На університетському рівні грав за команду Мічиган Стейт (2000—2001). Допоміг закладу, де його одноклубниками були Джейсон Річардсон та Чарлі Белл, дійти до «фіналу чотирьох» турніру NCAA. Протягом свого першого і останнього сезону в університеті набирав 10,8 очка та 6,7 підбирання за гру.

### Портленд Трейл-Блейзерс
2001 року був обраний у першому раунді драфту НБА під загальним 19-м номером командою «Портленд Трейл-Блейзерс». 2004 року отримав нагороду Найбільш прогресуючого гравця НБА, після чого підписав новий шестирічний контракт з командою на суму 84 млн доларів. У сезоні 2006—2007 набирав 23,6 очка та 10,1 підбирання за гру. Сезон завершив достроково, у березні 2007 року, отримавши важку травму. Перед тим провів свою найрезультативнішу гру в майці «Портленда», набравши 43 очки та 17 підбирань.

### Нью-Йорк Нікс
З 2007 по 2008 рік грав у складі «Нью-Йорк Нікс». У новій команді провів 11 матчів, у яких встигав набирати 18 очок та 10,6 підбирання.

### Лос-Анджелес Кліпперс
21 листопада 2008 року разом з Марді Коллінсом перейшов до «Лос-Анджелес Кліпперс» в обмін на Каттіно Моблі та Тіма Томаса. У «Кліпперс» провів решту сезону, зігравши в 39 матчах, в яких набирав 20,9 очка та 9,4 підбирання.

### Мемфіс Ґріззліс
Наступною командою в кар'єрі гравця була «Мемфіс Ґріззліс», куди він перейшов в обмін на Квентіна Річардсона. 2010 року вперше був обраний для участі у матчі всіх зірок.
Наступного сезону допоміг команді пробитися до плей-оф. Будучи восьмою сіяною командою, вибили у першому раунді першу сіяну «Сан-Антоніо Сперс». Це сталося лише вдруге в історії, коли остання сіяна команда вибиває першу. Для «Ґріззліс» ця перемога стала історичною, так як вони ніколи до того не проходили перший раунд. У вирішальній шостій грі серії Рендолф набрав 31 очко. Після цього, 18 квітня 2011 року підписав новий чотирирічний контракт з клубом на суму 71 млн доларів. У другому раунді «Мемфіс» зустрівся з «Оклахома-Сіті Тандер» та святкував перемогу у першому матчі, а Рендолф встановив особистий рекорд результативності в плей-оф — 34 очки. Проте в наступних матчах сильнішими виявились «Тандер», які і пройшли далі.
Наступного року в плей-оф «Мемфіс» зустрівся у першому раунді з «Лос-Анджелес Кліпперс» та програв серію з семи матчів.
Протягом сезону 2012—2013 вдруге був запрошений для участі у зірковому вікенді на матчі всіх зірок. В кінці цього сезону команда з Мемфісу вперше в історії дійшла до фіналу Західної конференції, проте була всуху обіграна «Сан-Антоніо Сперс».
Наступного року в плей-оф команда зустрілася з «Оклахома-Сіті Тандер» в першому раунді. У важкій серії з семи матчів перемогу святкували «Тандер», а вирішальну сьому гру Рендолф пропускав через дискваліфікацію, яку отримав у шостому матчі, ударивши Стівена Адамса.
У плей-оф 2015 року допоміг команді пройти перший раунд, обігравши «Портленд Трейл-Блейзерс». Проте в наступному його команда поступилася майбутнім чемпіонам «Голден-Стейт Ворріорс».
19 березня 2016 року записав до свого активу перший трипл-дабл в кар'єрі, набравши 28 очок, 11 підбирань та 10 асистів у матчі проти «Лос-Анджелес Кліпперс». «Ґріззліс» знову пробилися до плей-оф, проте були обіграні всуху в першому ж раунді командою з Сан-Антоніо.

### Сакраменто Кінґс
10 липня 2017 року став гравцем «Сакраменто Кінґс». 20 грудня 2017 року у матчі проти «Бруклін Нетс», набрав 21 очко та зробив 8 підбирань, подолавши позначку в 10,000 підбирань у кар'єрі.
Наступного сезону випав з ротації, через курс клубу на омоложення складу команди. 6 лютого 2019 року разом з Джастіном Джексоном був обміняний до «Далласа Маверікс» на Гаррісона Барнса. Проте в Далласі заявили, що не розраховували на Рендолфа, тому через два дні після обміну він був відрахований з команди.

## Статистика виступів в НБА

### Регулярний сезон
| Сезон              | Команда                   | GP    | GS  | MPG  | FG%  | 3P%  | FT%  | RPG  | APG | SPG | BPG | PPG  |
| ------------------ | ------------------------- | ----- | --- | ---- | ---- | ---- | ---- | ---- | --- | --- | --- | ---- |
| 2001–02            | «Портленд Трейл-Блейзерс» | 41    | 0   | 5.8  | .449 | .000 | .667 | 1.7  | .3  | .2  | .1  | 2.8  |
| 2002–03            | «Портленд Трейл-Блейзерс» | 77    | 11  | 16.9 | .513 | .000 | .758 | 4.5  | .5  | .5  | .2  | 8.4  |
| 2003–04            | «Портленд Трейл-Блейзерс» | 81    | 80  | 37.9 | .485 | .200 | .761 | 10.5 | 2.0 | .8  | .5  | 20.1 |
| 2004–05            | «Портленд Трейл-Блейзерс» | 46    | 37  | 34.8 | .448 | .000 | .815 | 9.6  | 1.9 | .7  | .4  | 18.9 |
| 2005–06            | «Портленд Трейл-Блейзерс» | 74    | 71  | 34.4 | .436 | .291 | .714 | 8.0  | 1.9 | .8  | .2  | 18.0 |
| 2006–07            | «Портленд Трейл-Блейзерс» | 68    | 67  | 35.7 | .467 | .292 | .819 | 10.1 | 2.2 | .8  | .2  | 23.6 |
| 2007–08            | «Нью-Йорк Нікс»           | 69    | 68  | 32.5 | .459 | .275 | .772 | 10.3 | 2.0 | .9  | .2  | 17.6 |
| 2008–09            | «Нью-Йорк Нікс»           | 11    | 11  | 35.3 | .434 | .292 | .821 | 12.5 | 1.4 | 1.2 | .3  | 20.5 |
| 2008–09            | «Лос-Анджелес Кліпперс»   | 39    | 34  | 35.1 | .487 | .342 | .701 | 9.4  | 2.3 | .8  | .3  | 20.9 |
| 2009–10            | «Мемфіс Ґріззліс»         | 81    | 81  | 37.7 | .488 | .288 | .778 | 11.7 | 1.8 | 1.0 | .4  | 20.8 |
| 2010–11            | «Мемфіс Ґріззліс»         | 75    | 74  | 36.3 | .503 | .186 | .758 | 12.2 | 2.2 | .8  | .3  | 20.1 |
| 2011–12            | «Мемфіс Ґріззліс»         | 28    | 8   | 26.3 | .463 | .250 | .659 | 8.0  | 1.7 | .8  | .1  | 11.6 |
| 2012–13            | «Мемфіс Ґріззліс»         | 76    | 75  | 34.3 | .460 | .087 | .750 | 11.2 | 1.4 | .8  | .4  | 15.4 |
| 2013–14            | «Мемфіс Ґріззліс»         | 79    | 79  | 34.2 | .467 | .100 | .742 | 10.1 | 2.5 | .7  | .3  | 17.4 |
| 2014–15            | «Мемфіс Ґріззліс»         | 71    | 71  | 32.5 | .487 | .350 | .765 | 10.5 | 2.2 | 1.0 | .2  | 16.1 |
| 2015–16            | «Мемфіс Ґріззліс»         | 68    | 53  | 29.6 | .475 | .231 | .796 | 7.8  | 2.1 | .6  | .2  | 15.3 |
| 2016–17            | «Мемфіс Ґріззліс»         | 73    | 5   | 24.5 | .449 | .223 | .731 | 8.2  | 1.7 | .5  | .1  | 14.1 |
| 2017–18            | «Сакраменто Кінгс»        | 59    | 58  | 25.6 | .473 | .347 | .785 | 6.7  | 2.2 | .7  | .2  | 14.5 |
| Усього за кар'єру  | Усього за кар'єру         | 1,116 | 883 | 31.0 | .471 | .273 | .764 | 9.1  | 1.8 | .7  | .3  | 16.6 |
| В іграх усіх зірок | В іграх усіх зірок        | 2     | 0   | 16.0 | .438 | .000 | .000 | 5.5  | 1.0 | 1.0 | .0  | 7.0  |

### Плей-оф
| Сезон             | Команда                   | GP | GS | MPG  | FG%  | 3P%  | FT%  | RPG  | APG | SPG | BPG | PPG  |
| ----------------- | ------------------------- | -- | -- | ---- | ---- | ---- | ---- | ---- | --- | --- | --- | ---- |
| 2002              | «Портленд Трейл-Блейзерс» | 1  | 0  | 1.0  | .000 | .000 | .000 | .0   | .0  | .0  | .0  | .0   |
| 2003              | «Портленд Трейл-Блейзерс» | 7  | 4  | 29.3 | .525 | .000 | .892 | 8.7  | 1.6 | .4  | .3  | 13.9 |
| 2011              | «Мемфіс Ґріззліс»         | 13 | 13 | 39.6 | .446 | .250 | .821 | 10.8 | 2.4 | 1.1 | .8  | 22.2 |
| 2012              | «Мемфіс Ґріззліс»         | 7  | 7  | 35.4 | .420 | .000 | .629 | 9.9  | .9  | 1.0 | .6  | 13.7 |
| 2013              | «Мемфіс Ґріззліс»         | 15 | 15 | 36.9 | .460 | .000 | .670 | 10.0 | 1.6 | .7  | .5  | 17.4 |
| 2014              | «Мемфіс Ґріззліс»         | 6  | 6  | 39.0 | .404 | .000 | .610 | 8.7  | 2.3 | .8  | .2  | 18.2 |
| 2015              | «Мемфіс Ґріззліс»         | 11 | 11 | 34.7 | .423 | .200 | .879 | 8.5  | 2.1 | .5  | .0  | 15.6 |
| 2016              | «Мемфіс Ґріззліс»         | 4  | 4  | 30.0 | .371 | .000 | .857 | 8.8  | 1.8 | .3  | .0  | 13.0 |
| 2017              | «Мемфіс Ґріззліс»         | 6  | 4  | 31.8 | .422 | .143 | .727 | 8.2  | .7  | .8  | .3  | 13.2 |
| Усього за кар'єру | Усього за кар'єру         | 70 | 64 | 35.0 | .437 | .154 | .750 | 9.3  | 1.7 | .7  | .4  | 16.5 |